# Tulln an der Donau
Tulln an der Donau er en by i delstaten Niederösterreich i det nordøstlige Østrig. Byen har 13.591 indbyggere (pr. 2001)

## Kendte personer fra Tulln
- Egon Schiele, østrigsk ekspressionistisk maler
- Doris Schretzmayer, østrigsk skuespiller
- Josef Steinböck, østrigsk musiker